# 52. Sinfonie (Haydn)
Die Sinfonie c-Moll Hoboken-Verzeichnis I:52 komponierte Joseph Haydn um 1771.

## Allgemeines

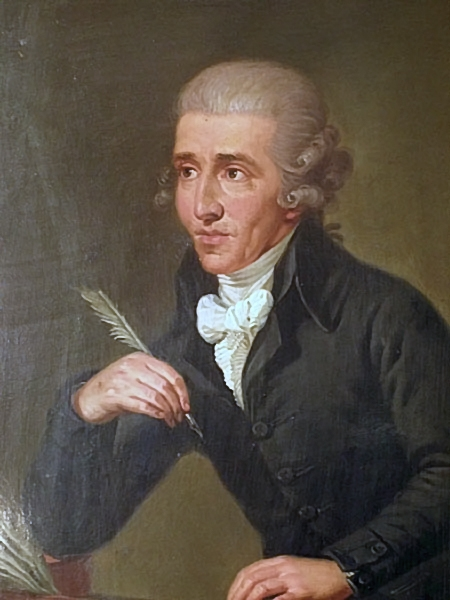
Joseph Haydn (Gemälde von Ludwig Guttenbrunn, um 1770)

Die Sinfonie Nr. 52, deren Autograph nicht erhalten ist, komponierte Haydn um 1771 während seiner Anstellung als Kapellmeister beim Fürsten Nikolaus I. Esterházy.

„[Die Sinfonie stellt] homophones und kontrapunktisches Drama gegenüber […]; die Aufwertung des Finales und seine Abgrenzung gegenüber dem Kopfsatz durch den Kontrapunkt schlägt die Brücke zu den Fugen-Finali in den ein Jahr später entstehenden Streichquartetten op. 20.“

„Die Symphonie Nr. 52 ist ein außergewöhnliches Werk, dessen ausdrucksstarke Intensität zeitweilig der „Abschiedssymphonie“ gleichkommt.“

## Zur Musik
Besetzung:  zwei Oboen, zwei Hörner, zwei Violinen, Viola, Cello, Kontrabass. Zur Verstärkung der Bass-Stimme wurde damals auch ohne gesonderte Notierung ein Fagott eingesetzt. Über die Beteiligung eines Cembalo-Continuos in Haydns Sinfonien bestehen unterschiedliche Auffassungen. In einigen späteren Quellen ist für das Fagott eine Obligatstimme vorgesehen. Eine weitere Besonderheit der Sinfonie ist der ständige Wechsel zwischen Hörnern in C in Alt- und Basslage: Im ersten und letzten Satz, beide in c-Moll mit längeren Passagen auch in Es-Dur, spielt das 1. Horn mit einem Stimmbogen in C (Altlage), das 2. Horn in Es; wohingegen in dem C-Dur-Andante und dem c-Moll-Menuett (mit Trio in Dur) beide Hörner in C (Basslage) spielen.
Aufführungszeit: ca. 20 bis 25 Minuten (je nach Tempo und Einhalten der vorgeschriebenen Wiederholungen).
Bei den hier benutzten Begriffen der Sonatensatzform ist zu berücksichtigen, dass dieses Schema in der ersten Hälfte des 19. Jahrhunderts entworfen wurde (siehe dort) und von daher nur mit Einschränkungen auf ein um 1771 komponiertes Werk übertragen werden kann. Die hier vorgenommene Beschreibung und Gliederung der Sätze ist als Vorschlag zu verstehen. Je nach Standpunkt sind auch andere Abgrenzungen und Deutungen möglich.

### Erster Satz: Allegro assai con brio
c-Moll, 4/4-Takt, 163 Takte

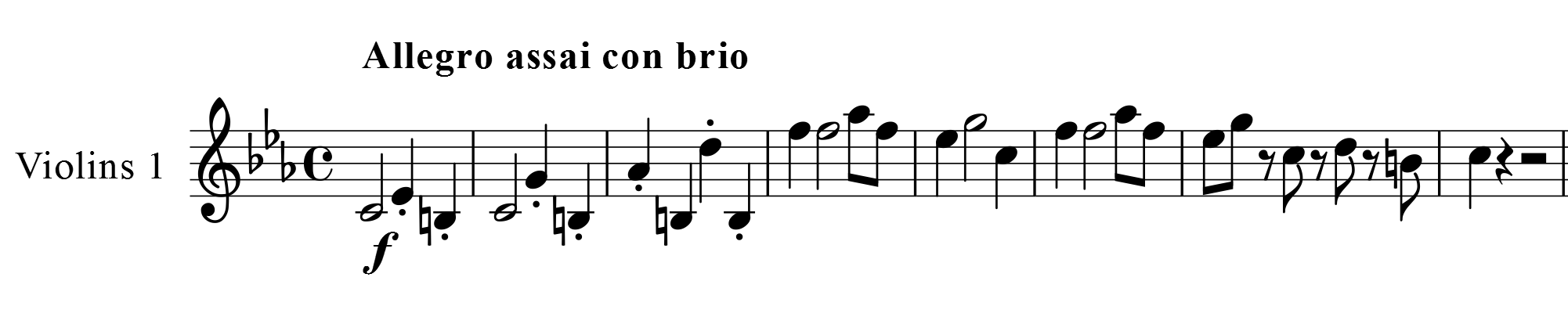
Beginn des Satzes

Der Satz ist „von schroffen Gegensätzen […], Tonsprüngen, rhythmischen Kontrasten und Streichertremoli geprägt“. Das erste, asymmetrisch aufgebaute, Thema mit düster-ungestümem Charakter besteht aus einer aufstrebenden Unisono-Phrase im Staccato und einem „Nachsatz“ mit stimmführender 1. Violine. Der Unisono-Kopf des Themas wird als Variante im Piano und mit Legato (anstelle von Staccato) wiederholt und geht nahtlos in die Forte-Passage ab Takt 14 über. Durch die fortlaufende Achtelbewegung in Viola und Bass entsteht hier ein kontinuierlich vorwärtsdrängender Impuls. Die Passage ist aus drei Motiven (Bestandteilen) aufgebaut: Motiv 1 mit Tonleiterlauf aufwärts und Tonrepetition („Tonleitermotiv“), Motiv 2 mit Aufwärts-Intervallen in ganztaktigen Noten („Intervallmotiv“: zwei Quarten und eine Septime) sowie einer absteigenden Tremolo-Klangfläche im Fortissimo.
Das zweite Thema (ab Takt 34, Tonikaparallele Es-Dur) ist nur für Streicher im Piano gehalten und kontrastiert auch durch seinen ruhigeren Charakter stark zum vorigen stürmischen Geschehen. Kennzeichnend sind die Tonrepetitionen im punktierten Rhythmus und die von Pausen unterbrochene Bewegung. Unerwartet bricht nach fünf Takten das ganze Orchester mit einem weiteren Forte-Block herein, der auf einer Variante des Tonleitermotivs basiert. In ausholender Gebärde führt die 1. Violine allein zu einem weiteren Auftritt des zweiten Themas wiederum in Es-Dur. Dessen zweite Hälfte wird nun nicht mehr „unterbrochen“, stattdessen ist sie als „fast rezitativische Auflösung“ im zögerlichen Gestus verlängert. Die Schlussgruppe besteht aus einem aufsteigenden, rhythmischen Dreiklangsmotiv.
Die Durchführung beginnt im kontrastierenden Wechsel vom Kopf des zweiten Themas (piano) und dem Intervallmotiv (forte, nun als Intervallschritte abwärts und mit der Septime anfangend). Das Intervallmotiv wird dann vom Bass aufgegriffen. Es folgen Auftritte der Köpfe vom ersten Thema in f-Moll (ab Takt 82) sowie vom zweiten Thema in As-Dur (ab Takt 92). Es schließen weitere starke Kontraste an: Variante des Tonleitermotivs  (forte), chromatische Aufwärts-Sequenzierung des Kopfes vom zweiten Thema (piano, nur Streicher), Tonleitermotiv (forte).
Die Reprise ist gegenüber der Exposition verändert: Das erste Thema wird nicht wiederholt. Die Überleitung zum zweiten Thema ist verändert, es fehlen Tonleiter- und Intervallmotiv. Beim zweiten Auftritt des zweiten Themas ist das verzögernde „Rezitativ“ verlängert und der Verzögerungseffekt verstärkt: Die Musik wird immer langsamer und kommt im Pianissimo zum Stehen, ehe die Schlussgruppe den Satz im energischen Forte zu Ende bringt. Bei der Verlangsamung handelt es sich um ein auskomponiertes Ritardando, ein Effekt, den Haydn hier zum ersten Mal in einer Sinfonie benutzt. Exposition sowie Durchführung und Reprise werden wiederholt.

### Zweiter Satz: Andante
C-Dur, 3/8-Takt, 197 Takte
Das erste Thema des „weiträumigen“ Andante bekommt durch seinen Wechsel von Legato und Staccato sowie seine Rhythmik einen tänzerischen Charakter, wirkt aber nach dem dramatischen Kopfsatz fast etwas fade. Die Violinen spielen (wie auch in anderen langsamen Sätzen von Haydns Sinfonien dieser Zeit) mit Dämpfer. Wesentlich für das Thema und den ganzen weiteren Satz ist die auftaktige Zweiunddreißigstelfigur aus Takt 3. Das Thema besteht aus drei Teilen: der Hauptmelodie (Takt 1 bis 6), dem fortführenden Mittelteil (Takt 6 bis 16) und der Schlusswendung, die die Hauptmelodie verkürzt aufgreift.
Die Überleitung zum zweiten Thema setzt als Forte-Block des ganzen Orchesters in Takt 21 ein und stellt die auftaktige Figur vom ersten Thema als energische Unisonobewegung heraus. Auffällig sind die dynamischen Kontraste zwischen Forte und Piano mit zweimal plötzlich hereinbrechendem, „fremdartigem“ Es, die anschließenden Akzente auf unbetonter Taktzeit sowie die Verwendung von Chromatik. Eine weitere Fortepassage, die aus dem Auftaktmotiv gebildet ist, führt zum zweiten Thema.
Das zweite „Thema“ (ab Takt 42, Dominante G-Dur) wird wie das erste nur von den Streichern gespielt. Mit seiner Tonrepetition und der Auftaktfigur ist es mit dem ersten Thema verwandt und kontrastiert zu diesem kaum. Auch im zweiten Thema fällt die Verwendung von chromatisch fallenden Linien auf. Die Schlussgruppe ab Takt 70 bringt eine weitere Variante des Materials vom ersten Thema.
Die Durchführung geht nach dem Auftritt des ersten Themas in der Dominante G-Dur in eine längere, bewegte Forte-Passage über, wo sich die Auftaktfigur im Unisono (wie aus Takt 21) mit Parallelführung in den Violinen (ähnlich wie aus Takt 38) abwechselt. Das zweite Thema etabliert dann piano für einige Takte die Tonikaparallele a-Moll. Dessen chromatische Linie abwärts ist nun noch etwas ausgedehnter als in der Exposition.
Die Reprise ist ähnlich der Exposition gestaltet, allerdings sind beim ersten Thema die Bläser mit beteiligt, der Mittelteil des Themas ist verlängert, dafür der dritte Teil ausgelassen. Exposition sowie Durchführung und Reprise werden wiederholt.

### Dritter Satz: Menuetto. Allegretto
c-Moll, 3/4-Takt, mit Trio 60 Takte
Das Menuett mit seiner „düster lastenden“ bis „bleiernen“ Atmosphäre ist durch die Verwendung von Chromatik, ungewöhnlichen Intervallen (verminderte Quarte, verminderte Terz, übermäßige Sekunde), den seufzerartigen Halbtonschritten sowie dem Wechsel von Forte und Piano geprägt. Der Satz ist überwiegend zweistimmig angelegt mit parallel geführten Oberstimmen einerseits (Oboen, Violinen) und Unterstimmen andererseits (Viola, Bass). Durch die vielen Auftakte tritt der Tanzcharakter des Menuetts in den Hintergrund, der Menuettcharakter wird „seltsam instabil“. Trotz des Vorherrschens von Piano übt das Menuett „einen unangenehmen Zwang aus.“
Das Trio kontrastiert durch die Tonart C-Dur, die solistischen Oboen und den insgesamt freundlicheren Charakter zum Menuett. Das Anfangsmotiv ist eine Variante des Anfangs vom Menuett. Die bereits im Menuett vorhandenen Halbtonschritte mit Akzent auf dem eigentlich unbetonten dritten Viertel des Taktes treten nun in energischer Wiederholung dominant in Erscheinung.

### Vierter Satz: Presto
c-Moll, 2/2-Takt (alla breve), 188 Takte
Das erste Thema wird nur von den Violinen und dem Bass piano vorgetragen. Es erinnert an den Anfang einer Fuge: Die 1. Violine beginnt, begleitet lediglich von der 2. Violine als Kontrapunkt. In Takt 13 wiederholen beide Violinen in Parallelführung das Thema eine Oktave tiefer, während der Bass den vorigen Kontrapunkt spielt. Die zweite Themenhälfte ist dabei etwas variiert. Mit seinen Halbtonschritten und den Synkopen erinnert das Thema an das Menuett. Ohne Zäsur und weiterhin im Piano folgt ab Takt 30 das zweite Thema in Es-Dur mit Stimmführung in der 1. Violine, während die übrigen Streicher (nun auch mit Viola) begleiten. Das Thema besteht aus zwei viertaktigen Hälften. Jede Hälfte wird als verzierte Variante wiederholt.
Erst in Takt 46 setzt das ganze Orchester als stürmischer Forte-Block mit durchlaufenden Achtelketten und Tremolo der Violinen ein. Dieser dramatische Ausbruch hält bis zum Ende der Exposition an, am Schluss mit großen Intervallsprüngen.
Die Durchführung fängt mit dem vollständigen zweiten Thema in As-Dur an und verarbeitet dann ab Takt 93 das erste Thema inklusive des Kontrapunkts. Überraschenderweise hat Haydn eine Pianissimo-Passage mit dem ersten Thema in c-Moll eingeschaltet (ab Takt 101), die auch als Reprisenbeginn gehört werden kann, an den sich dann allerdings weitere Durchführungsarbeit anschließt. Ab Takt 130 folgt der lange stürmische Forte-Abschnitt aus der Exposition als Variante. Er endet auf einem dissonanten Akkord, wo die Musik in einer ausgedehnten Generalpause unterbricht. Erst danach wird das zweite Thema in der Tonika „nachgereicht“. Durch diese Strukturanordnung ist der Repriseneintritt verschleiert: Die Satzhälfte „ist ein verblüffendes Beispiel für eine verschmolzene Durchführung und Reprise“.
Auch das codaartige Satzende hat Haydn ungewöhnlich gestaltet: Nach energischen Akkordschlägen, „die in einem schockierenden ‚stilen‘ Takt gipfeln“, beenden die rasanten Achtelketten aus dem vorigen Forte-Block – nun fortissimo – den Satz.
Nach Walter Lessing erfüllt „eine eigentümliche, geradezu verbissene Unrast […] dieses Finale, bald geheimnisvoll beklemmend […], bald in heftigen, bestürzenden Forteausbrüchen.“ Howard Chandler Robbins Landon nennt den Satz eine „grimmige tour-de-force“ sowie den „Großvater von Ludwig van Beethovens Sinfonie Nr. 5.“ Peter Brown empfindet dagegen die Ecksätze der Sinfonie Nr. 44 als gelungener.